# Pianch
Pianch oder Pi'anch war ein altägyptischer General und Hohepriester des Amun in Theben um 1087 bis 1075 v. Chr. während der ausgehenden 20. bis zum Beginn der 21. Dynastie  (Dritte Zwischenzeit).

## Herkunft
Über seine Herkunft ist nichts bekannt, es wird erstmals von ihm berichtet, als der nubische Vizekönig Panehesi in Oberägypten einfiel und dort die Festung Medinet Habu eroberte. Der dortige Hohepriester Amenophis bat den Pharao Ramses XI. um Beistand und dieser entsandte den General Pianch, der Panehsi, nachdem der Krieg auch auf Unterägypten übergegriffen hatte und unter anderem die Stadt Kynopolis zerstört wurde, schließlich besiegen und vertreiben konnte.

## Ämter
Pianch übernahm anschließend die Ämter des Panehsi und war damit faktisch der Herrscher im Süden des Landes. Über seine weiteren Taten während seiner Regierungszeit ist nichts bekannt.

## Familie
Pianch war mit Hereret verheiratet, ihr gemeinsamer Sohn war der spätere Pinudjem I. Nach seinem Tod übernahm sein Schwiegersohn Herihor die Herrschaft.